# David Leslie (3e comte de Leven)
Pour les articles homonymes, voir David Leslie.
David Melville, plus tard 3e comte de Leven et de jure 2e comte de Melville (5 mai 1660 - 6 juin 1728) est un aristocrate écossais, un homme politique et un soldat.

## Biographie
Troisième fils de George Melville (1er comte de Melville) (en) et de sa deuxième épouse, Catherine Leslie-Melville, il partage les sympathies politiques des Whig et des religieux presbytériens de son père.
En 1681, à la mort du prétendant rival, John Leslie (1er duc de Rothes), il est autorisé à entrer en possession du comté de Leven.
En 1683, Leven et son père sont soupçonnés de complicité dans le complot de Rye-House un complot Whig visant à assassiner Charles II et son frère James, duc d’York. Pour échapper à leur arrestation, ils se réfugient aux Pays-Bas où ils rejoignent la bande d'exilés protestants britanniques à la cour du prince Guillaume III d'Orange-Nassau.
William utilise Leven pour obtenir l'appui des princes allemands lors de son invasion de l'Angleterre en 1688, lui-même ayant levé un régiment pour cette invasion, au cours de laquelle il reçoit la reddition de la ville de Plymouth dans le sud du Devon. Il devient conseiller privé de l'Écosse en 1689 et participe à la bataille de Killiecrankie cette année-là. Il occupe également les fonctions de gardien du château d'Édimbourg entre 1689 et 1702, et de nouveau entre 1704 et 1712. Leven est également commissaire pour la pacification des hautes terres à partir de 1689.
Il est gouverneur de la Bank of Scotland entre 1697 et 1728. En 1702, il est promu brigadier général, puis major général en 1704. Il devient maître de l'ordre écossais en 1705 et commandant en chef d'Écosse en 1706. Également en 1706, il est élu l'un des pairs représentatifs appelés à siéger à la Chambre des lords après que les Actes d'Union de 1707 aient aboli le Parlement d'Écosse. Il devient lieutenant général en 1707. Il est commissaire de l'Union en 1707 et est l'un des premiers représentants l’Écosse de 1707 à 1710. Il est démis de ses fonctions en 1712 .
Il succède à son père comme comte de Melville le 20 mai 1707 mais n'a pas utilisé le titre.